# 凯迈什陶罗德福
凯迈什陶罗德福，是匈牙利沃什州所辖的一个村，总面积6.35平方公里，总人口231，人口密度36.4人/平方公里（2010年1月1日）。